# Shire (rzeka)
Shire – rzeka w Malawi i Mozambiku, prawy dopływ rzeki Zambezi. Jej długość wynosi 402 km.
Wypływa z południowego wybrzeża jeziora Niasa. Przepływa przez jezioro Malombe około 8 km na południe od Mangochi. Głównym jej dopływem jest Ruo. Shire wpływa do rzeki Zambezi 48 km od Vila de Sena.